# Ty Dolla Sign
Тайрон Вільям Гріффін-молодший (англ. Tyrone William Griffin Jr.; нар. 13 квітня 1982), професійно відомий як Ty Dolla Sign (стилізовано як Ty Dolla $ign або Ty$), — американський співак, автор пісень, мультиінструменталіст і продюсер із Лос-Анджелеса, Каліфорнія. Вперше він отримав популярність за свою появу як гостя в синглі репера YG «Toot It and Boot It» 2010 року. У 2012 році він підписав контракт з Atlantic Records, а наступного року — з Taylor Gang Entertainment Wiz Khalifa.
Гріффін отримав авторство пісень і продюсування матеріалів для інших виконавців; він брав участь у створенні синглів «Loyal» Кріса Брауна, «Post to Be» Омаріона, «FourFiveSeconds» Ріанни та інших. Він отримав п'ять номінацій на премію «Греммі».

## Раннє життя
Тайрон Вільям Гріффін-молодший у Лос-Анджелесі, Каліфорнія. Він є сином музиканта Тайрона Гріффіна, учасника гурту Lakeside. Він сказав, що завдяки участі свого батька в Lakeside він у дитинстві познайомився з такими співаками, як Earth, Wind & Fire і Прінс, після чого він полюбив соул-музику. Тайрон виріс у південному Лос-Анджелесі, і був членом банди Bloods, тоді як його брат був у конкуруючій банді Crips.

## Кар'єра

### 2004–2011: Початок кар’єри
Гріффін почав свою музичну кар'єру, навчившись грати на бас-гітарі, а пізніше навчився грати на барабанах, гітарах, клавішних і MPC. Гріффін і його партнер по написанню пісень Корі почали працювати разом після зустрічі в Нью-Йорку в 2004 році, утворивши дует Ty & Kory. Дует також брав участь у студійних альбомах інших виконавців, таких як Sa-Ra Creative Partners і Black Milk. Дует підписав контракт із компанією Buddah Brown Entertainment і згодом випустив свій дебютний мікстейп Raw & Bangin Mixtape Vol 2 у 2008 роцы.
Після суперечки з Корі Гріффін почав працювати з іншим репером YG з Лос-Анджелеса. Початкову популярність Тай отримав завдяки успіху синглу YG «Toot It and Boot It» 2010 року which he co-performed and produced., який він виконав і спродюсував. У 2011 році Гріффін випустив свою першу сольну пісню «All Star» і свій дебютний мікстейп House on the Hill (2011). Його наступний сингл «My Cabana» (за участю Young Jeezy) потрапив під 23 місце в списку 50 найкращих пісень 2012 року журналу Complex. Гріффін був співзасновником і членом продюсерської групи D.R.U.G.$. разом із колегами-музикантами Chordz і G Casso; Gasso було вбито в 2011 році. Пізніше до D.R.U.G.$. приєдналися інші продюсери, зокрема Nate 3D, Buddah Shampoo, Fuego, DJ Mustard і DJ Dahi.

### 2012–2014: мікстейпиBeach House
У 2012 році Гріффін підписав контракт на звукозапис з Atlantic Records. Після підписання контракту з Atlantic він випустив свій перший сольний мікстейп під назвою Beach House 1 жовтня 2012 року. Потім він випустив продовження мікстейпу Beach House 2 1 липня 2013 року. У Beach House 2 з’являються гостьові куплети Too Short, Wiz Khalifa, Juicy J, Kirko Bangz та інших. Наступного дня стало відомо, що Гріффін підписав угоду з Taylor Gang Entertainment Віза Халіфи. У середині 2013 року він гастролював з Халіфою та ASAP Rocky.
10 вересня 2013 року Гріффін випустив сингл під назвою «Paranoid», а 22 жовтня 2013 року відбулася прем'єра музичного кліпу. Сингл став дуже популярним, досягнувши 29 місця в Billboard Hot 100 і згодом отримав платиновий сертифікат Асоціації звукозаписної індустрії Америки (RIAA).
7 січня 2014 року Гріффін випустив свій другий сингл для свого дебютного EP під назвою «Or Nah» (за участю Wiz Khalifa та DJ Mustard). Сингл був реміксований із вокалом канадського співака The Weeknd і пізніше отримав тричі платиновий сертифікат від RIAA.
21 січня 2014 року Гріффін випустив свій дебютний проект на мейджор-лейблі, Beach House EP. На міні-альбомі запрошуються Кейсі Веггіс, Віз Халіфа, Twista, Jay Rock, Trey Songz, Френч Монтана, Тревіс Скотт і Фредо Сантана, а продюсуванням займався сам Гріффін, а також DJ Mustard, Cardo та Young Chop. Гріффін описав EP як попередній перегляд його дебютного студійного альбому, який на той час мав вийти в 2014 році.

### 2014–2018:Free TC,Campaign,Beach House 3таMihTy
23 лютого 2014 року Гріффін оголосив, що його дебютний студійний альбом буде називатися Free TC і вийде в третьому кварталі 2014 року. Тай був включений до списку фрешменів XXL 2014 року.
Працюючи над своїм дебютним альбомом, Гріффін з'явився на Fan of a Fan: The Album Кріса Брауна і Tyga, на другому треку «Nothin' Like Me», а також на пісні Біг Шона «Play No Games» з Dark Sky Paradise. 26 травня 2015 року Гріффін випустив перший сингл із Free TC під назвою «Only Right». 26 червня 2015 року він випустив другий сингл під назвою «Blasé» (за участю Future і Rae Sremmurd), який згодом отримав платиновий сертифікат від RIAA.

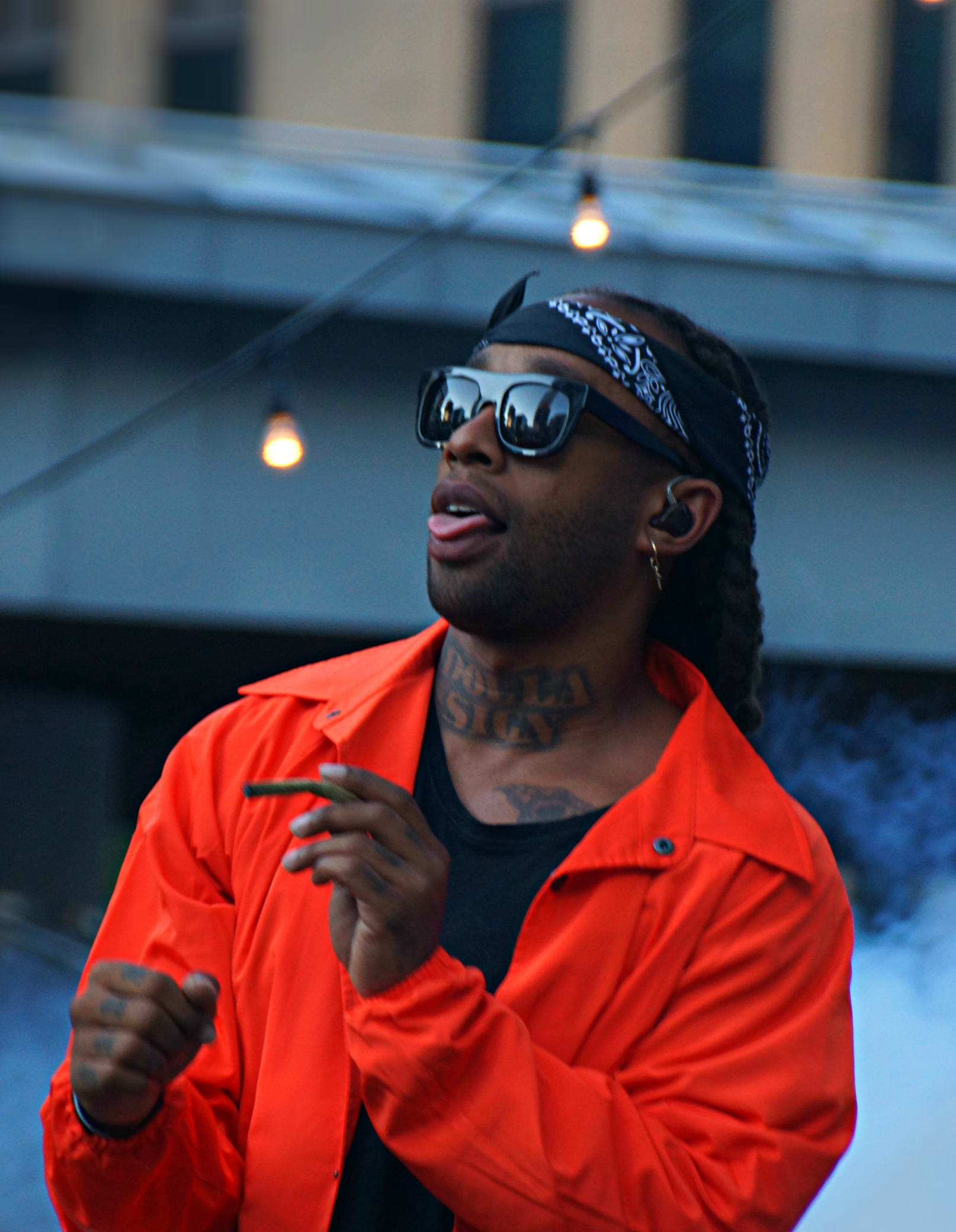
Ty Dolla Sign на концерті в Торонто, 2015 рік

Гріффін розповів, що 13 жовтня 2015 року, рівно за місяць до виходу його альбому, він випустить новий мікстейп Airplane Mode. Free TC був випущений 13 листопада 2015 року на Atlantic Records. Альбом дебютував під номером 14 у Billboard 200. У червні 2016 року Тай Долла, Lil Wayne, Wiz Khalifa, Imagine Dragons, Logic і X Ambassadors випустили спільний сингл «Sucker for Pain» для саундтреку до фільму «Загін самогубців». У серпні 2016 року Гріффін і Нік Джонас виконали пісню «Bacon» на церемонії вручення нагород MTV Video Music Awards 2016, де Гріффін також отримав нагороду «Найкраща співпраця» за «Work from Home» з Fifth Harmony. 23 вересня 2016 року Гріффін випустив мікстейп під назвою Campaign, який посів 28 місце в Billboard 200.
19 червня 2016 року Гріффін оголосив, що його наступним проектом після Campaign буде Beach House 3 і що ця частина буде альбомом, а не мікстейпом. Головний сингл «Love U Better» (за участю Lil Wayne і The-Dream) був випущений 10 липня 2017 року. Другий сингл «So Am I» (за участю Деміана Марлі та Skrillex) був випущений 1 вересня 2017 року. Альбом вийшов 27 жовтня 2017 року та дебютував під номером 11 у Billboard 200.
У лютому 2018 року Гріффін взяв участь у синглі Post Malone «Psycho», який посів перше місце в Billboard Hot 100. 1 червня він був представлений у пісні «All Mine» Каньє Веста з альбому Ye. Він також взяв участь в альбомі Дрейка, Scorpion, у пісні «After Dark».
26 жовтня 2018 року Гріффін і Jeremih випустили спільний альбом під спільним псевдонімом MihTy (коротко від імен обох артистів) через Def Jam Recordings і Atlantic Records. Однойменний альбом дуету був випущений у 2018 році й не здобув популярності.

### 2019–2022:Featuring Ty Dolla SignтаCheers to the Best Memories
20 травня 2019 року Гріффін випустив сингл «Purple Emoji» (за участю J. Cole), а 9 серпня ще один сингл під назвою «Hottest in the City» (за участю Juicy J та Project Pat). Пізніше він оголосив, що його третій студійний альбом спочатку називався Tyrone і мав вийти восени 2019 року. Однак він заявив: «Одного разу я зустрівся з Каньє, і програв йому альбом, і він було таке: «Брате ні, тобі потрібно робити те, що ти робиш. Додай більше басу, додай більше барабанів, додай ще, справжнє лайно, це те, що ніхто інший не робить. Будь кращим, донеси це лайно до кінця на передній план...Ця розмова безперечно надихнула мене, змусила повернутися назад і збожеволіти від живих інструментів».
1 липня 2020 року Гріффін випустив «Ego Death» (за участю Каньє Веста, FKA Twigs і Skrillex) як офіційний головний сингл до свого третього студійного альбому. 3 липня 2020 року Гріффін оголосив, що його третій студійний альбом називається Dream House і вийде «швидше, ніж ви думаєте». 14 жовтня Гріффін повідомив, що змінив назву альбому на Featuring Ty Dolla Sign, яка відсилає до його плідної співпраці з багатьма іншими виконавцями.
Featuring Ty Dolla Sign був випущений 23 жовтня 2020 року. В альбомі беруть участь такі виконавці, як Kid Cudi, Post Malone, Kanye West, Anderson .Paak, Quavo, Lil Durk, Nicki Minaj, Big Sean, Jhené Aiko, Kehlani, Future, Musiq Soulchild, FKA Twigs і Skrillex. Гріффін також взяв участь в пісні «Safety Net» Аріани Гранде для її шостого студійного альбому Positions.
11 серпня 2021 року Тай і канадський R&B-дует Dvsn опублікували обкладинку з майбутнього спільного альбому під назвою Cheers to the Best Memories на своїх сторінках в Instagram із підписом про дату виходу 20 серпня 2021 року. Реліз передував появі Гріффіна в «Junya pt 2» з Donda Каньє Веста та «Get Along Better» з Certified Lover Boy Дрейка протягом наступних двох тижнів.

### 2023–дотепер: ¥$ іVultures
У жовтні 2023 року Гріффін оголосив про спільний проєкт з Каньє Вестом. Раніше цього місяця повідомлялося, що вони з Каньє шукали дистриб'юторів для альбому, оскільки Вест є незалежним артистом. Дует, який називається «¥$», спочатку планував спільний проєкт у 2016 році. Подію не вдалося реалізувати. Їхній дебютний спільний сингл «Vultures» (за участю Bump J) був випущений 22 листопада 2023 року. Наступного дня була випущена версія пісні з додатковим куплетом від Lil Durk. Незважаючи на численні затримки, довгоочікуваний альбом Vultures 1 вийшов 10 лютого 2024 року. 3 серпня 2024 року після численних затримок вийшла друга частина трилогії Vultures 2.

## Музичний стиль
Стиль Тай Долли — це поєднання елементів сучасного R&B та хіп-хопу. Коли його запитали, чи є він репером, він сказав: «Люди б назвали це репом, але я справді не відчуваю, що я читаю реп. Є так багато чудових реперів, і якби нам довелося битися чи щось інше, вони б мене просто побили. Я насправді не вважаю себе репером, у мене просто є строки або щось подібне. Я все ще співаю, я співак, ти мене розумієш?».
Він назвав Нейт Догга та Кріса Брауна як головні інспіратори його музичного стилю. Коли його запитали про його натхнення, Гріффін відповів: «2Pac — мій улюблений виконавець усіх часів. Тоді мені дуже подобалися Slum Village, як і J Dilla, він був одним із моїх улюблених продюсерів і артистів. Я схожий на фаната хіп-хопу. Mos Def, Talib Kweli, вся ця сцена Rawkus Records, це мій тип лайна». Він продовжив: «Мені також подобаються такі коти, як Прінс. Як і його продюсер, він схожий на мене. Він співає, продюсує, грає на всіх інструментах. Це те, чого я прагну. Я б не носив такий одяг і таку зачіску. Але що стосується артистизму, я такий самий тип чувака». В інтерв'ю він розповів, що Кім Баррелл і Бренді були його улюбленими вокалістами.

## Особисте життя
У Гріффіна є дочка. З 2017 по 2019 рік він перебував у стосунках із учасницею Fifth Harmony Лорен Хаурегі.
10 грудня 2018 року стало відомо, що Гріффіну загрожує до п’ятнадцяти років ув’язнення за звинуваченнями у зберіганні кокаїну та марихуани. Пізніше всі звинувачення були зняті після завершення програми профілактики наркоманії.
У 2020 році Гріффін офіційно підтримав президентську кампанію свого колеги-репера Каньє Веста.

## Дискографія
Студійні альбоми
- Free TC (2015)
- Beach House 3 (2017)
- Featuring Ty Dolla Sign (2020)

Спільні альбоми
- MihTy (спільно з Jeremih як MihTy) (2018)
- Cheers to the Best Memories (спільно з Dvsn) (2021)
- Vultures 1 (спільно з Kanye West як ¥$) (2024)
- Vultures 2 (спільно з Kanye West як ¥$) (2024)

## Фільмографія

### Телебачення
| Рік  | Назва         | Роль       | Примітки                 |
| ---- | ------------- | ---------- | ------------------------ |
| 2022 | Entergalactic | Ky (голос) | Телевізійна спецпрограма |

## Нагороди та номінації
| Рік  | Нагорода                    | Номінація                                                       | Категорія                                              | Результат |
| ---- | --------------------------- | --------------------------------------------------------------- | ------------------------------------------------------ | --------- |
| 2016 | Premios Juventud            | "Work from Home" (з Fifth Harmony)                              | Favorite Hit                                           | Номінація |
| 2016 | Teen Choice Awards          | "Work from Home" (з Fifth Harmony)                              | Choice Summer Song                                     | Перемога  |
| 2016 | MTV Video Music Awards      | "Work from Home" (з Fifth Harmony)                              | Best Collaboration                                     | Перемога  |
| 2016 | American Music Awards       | "Work from Home" (з Fifth Harmony)                              | Collaboration of the Year                              | Перемога  |
| 2017 | iHeartRadio Music Awards    | "Work from Home" (з Fifth Harmony)                              | Best Music Video                                       | Перемога  |
| 2017 | Kids' Choice Awards         | "Work from Home" (з Fifth Harmony)                              | Favorite Song                                          | Перемога  |
| 2017 | MTV Video Music Awards      | "Gone" (з Afrojack)                                             | Best Dance Video                                       | Номінація |
| 2017 | BET Hip Hop Awards          | "Ain't Nothing"                                                 | Best Featured Verse                                    | Номінація |
| 2017 | BET Hip Hop Awards          | "Blessings" (Lecrae & Ty Dolla Sign)                            | Impact Track                                           | Номінація |
| 2018 | GMA Dove Awards             | "Blessings" (Lecrae & Ty Dolla Sign)                            | Song of the Year                                       | Номінація |
| 2018 | iHeartRadio Titanium Awards | "Psycho" (з Post Malone)                                        | 1 Billion Total Audience Spins on iHeartRadio Stations | Перемога  |
| 2019 | MTV Video Music Awards      | "Hot Girl Summer" (з Megan Thee Stallion & Nicki Minaj)         | Best Power Anthem                                      | Перемога  |
| 2020 | Grammy Awards               | "Midnight Hour" (з Skrillex & Boys Noize)                       | Best Dance Recording                                   | Номінація |
| 2021 | Grammy Awards               | "All I Need" (з Jacob Collier & Mahalia)                        | Best R&B Performance                                   | Номінація |
| 2022 | Grammy Awards               | Back of My Mind (H.E.R.; як гостьовий виконавець)               | Album of the Year                                      | Номінація |
| 2022 | Grammy Awards               | Donda (Kanye West; як гостьовий виконавецьt)                    | Album of the Year                                      | Номінація |
| 2022 | Grammy Awards               | "WusYaName" (з Tyler, the Creator & YoungBoy Never Broke Again) | Best Melodic Rap Performance                           | Номінація |